# براندون هانلن
براندون هانلن (انگلیسی: Brandon Hanlan؛ زادهٔ ۳۱ مهٔ ۱۹۹۷) بازیکن فوتبال اهل بریتانیا است.
از باشگاه‌هایی که در آن بازی کرده است می‌توان به باشگاه فوتبال چارلتون اتلتیک اشاره کرد.